# Parafia św. Jana Ewangelisty w Paczkowie
Parafia Świętego Jana Ewangelisty w Paczkowie – rzymskokatolicka parafia dekanatu Paczków.

## Historia
Parafia została założona w XIII wieku. Jej obecnym proboszczem jest ks. Leszek Machulak. Kościół parafialny, obronny, zbudowany w 2 połowie XIV wieku, rozbudowany w XV i XVI wieku. Mury wzmocnione przyporami, z wysoko umieszczonymi oknami i ostrołukowym portalem. Za poziomą attyką ze strzelnicami chodnik strzelecki. W południowej nawie studnia, którą jak głosi podanie, wykopano podczas oblężenia miasta przez Tatarów (Mongołów) w 1241. Barokowa kaplica z 1701. W kaplicy Maltitzów z około 1447 ołtarz renesansowy fundowany 1588, wykonany z piaskowca, z płaskorzeźbami. Dwie gotyckie rzeźby, obrazy i rzeźby barokowe XVII–XVIII wiek. Mieści się przy ulicy Kościelnej.